# Sovjet-Unie op de Olympische Winterspelen 1956
Tijdens de Olympische Winterspelen van 1956, die in Cortina d'Ampezzo (Italië) werden gehouden, nam de Sovjet-Unie voor de eerste keer deel.

## Medailleoverzicht
| Sport       | Olympiër                                                       | Discipline            | Medaille |
| ----------- | -------------------------------------------------------------- | --------------------- | -------- |
| Langlaufen  | Ljoebov Kosireva                                               | 10 km (v)             | Goud     |
| Langlaufen  | Fjodor Terentjev Pavel Koltsjin Nikolaj Anikin Vladimir Koezin | 4x10 km estafette (m) | Goud     |
| Schaatsen   | Jevgeni Grisjin                                                | 500 m (m)             | Goud     |
| Schaatsen   | Jevgeni Grisjin                                                | 1500 m (m)            | Goud     |
| Schaatsen   | Joeri Michajlov                                                | 1500 m (m)            | Goud     |
| Schaatsen   | Boris Sjilkov                                                  | 5000 m (m)            | Goud     |
| IJshockey   | Olympisch team                                                 | mannen                | Goud     |
| Langlaufen  | Radja Jerosjina                                                | 10 km (v)             | Zilver   |
| Langlaufen  | Ljoebov Kosireva Alevtina Koltsjina Radja Jerosjina            | 3x5 km estafette (v)  | Zilver   |
| Schaatsen   | Rafael Gratsj                                                  | 500 m (m)             | Zilver   |
| Alpineskiën | Jevgenija Sidorova                                             | slalom (v)            | Brons    |
| Langlaufen  | Pavel Koltsjin                                                 | 15 km (m)             | Brons    |
| Langlaufen  | Pavel Koltsjin                                                 | 30 km (m)             | Brons    |
| Langlaufen  | Fjodor Terentjev                                               | 50 km (m)             | Brons    |
| Schaatsen   | Oleg Gontsjarenko                                              | 5000 m (m)            | Brons    |
| Schaatsen   | Oleg Gontsjarenko                                              | 10.000 m (m)          | Brons    |

## Deelnemers en resultaten

### Alpineskiën
| Olympiër               | Discipline       | Resultaat | Prestatie                    |
| ---------------------- | ---------------- | --------- | ---------------------------- |
| Aleksandr Filatov      | afdaling (m)     | 16e       | 3.16,6 (+24,4)               |
| Aleksandr Filatov      | reuzenslalom (m) | 33e       | 3.27,8 (+27,7)               |
| Aleksandr Filatov      | slalom (m)       | 30e       | 4.09,5 (+54,8) 1.33,5+2.36,0 |
| Vjatsjeslav Melnikov   | slalom (m)       | dq        | diskwalificatie              |
| Joeri Sjarkov          | reuzenslalom (m) | 46e       | 3.41,8 (+41,7)               |
| Joeri Sjarkov          | slalom (m)       | dq        | diskwalificatie              |
| Sergej Sjoestov        | afdaling (m)     | dq        | diskwalificatie              |
| Viktor Taljanov        | afdaling (m)     | 21e       | 3.26,5 (+34,3)               |
| Viktor Taljanov        | reuzenslalom (m) | 52e       | 3.45,2 (+45,1)               |
| Viktor Taljanov        | slalom (m)       | 24e       | 3.56,1 (+41,4) 1.49,2+2.06,9 |
| Gennadi Tsjertisjtsjev | afdaling (m)     | dq        | diskwalificatie              |
| Gennadi Tsjertisjtsjev | reuzenslalom (m) | 55e       | 3.48,9 (+48,8)               |
|                        |                  |           |                              |
| Aleksandra Artjomenko  | afdaling (v)     | 14e       | 1.51,1 (+10,4)               |
| Aleksandra Artjomenko  | reuzenslalom (v) | 44e       | 4.04,5 (+2.08,0)             |
| Aleksandra Artjomenko  | slalom (v)       | dq        | diskwalificatie              |
| Jevgenija Sidorova     | afdaling (v)     | 37e       | 1.59,8 (+19,1)               |
| Jevgenija Sidorova     | reuzenslalom (v) | 40e       | 2.31,3 (+34,8)               |
| Jevgenija Sidorova     | slalom (v)       | Brons     | 1.56,7 (+4,4) 56,9+59,8      |

### Langlaufen
| Olympiër                                                       | Discipline            | Resultaat | Prestatie                               |
| -------------------------------------------------------------- | --------------------- | --------- | --------------------------------------- |
| Nikolaj Anikin                                                 | 15 km (m)             | 7e        | 50.58 (+1.19)                           |
| Viktor Baranov                                                 | 50 km (m)             | 7e        | 3:03.55 (+13.28)                        |
| Michail Galijev                                                | 15 km (m)             | 18e       | 52.49 (+3.10)                           |
| Vladimir Koezin                                                | 15 km (m)             | 10e       | 51.36 (+1.57)                           |
| Vladimir Koezin                                                | 30 km (m)             | 5e        | 1:46.09 (+2.03)                         |
| Pavel Koltsjin                                                 | 15 km (m)             | Brons     | 50.17 (+0.38)                           |
| Pavel Koltsjin                                                 | 30 km (m)             | Brons     | 1:45.45 (+1.39)                         |
| Pavel Koltsjin                                                 | 50 km (m)             | 6e        | 2:58.00 (+7.33)                         |
| Anatoli Sjeljoechin                                            | 30 km (m)             | 4e        | 1:45.46 (+1.40)                         |
| Anatoli Sjeljoechin                                            | 50 km (m)             | 5e        | 2:56.40 (+6.13)                         |
| Fjodor Terentjev                                               | 30 km (m)             | 6e        | 1:46.43 (+2.37)                         |
| Fjodor Terentjev                                               | 50 km (m)             | Brons     | 2:53.32 (+3.05)                         |
| Fjodor Terentjev Pavel Koltsjin Nikolaj Anikin Vladimir Koezin | 4x10 km estafette (m) | Goud      | 2:15.30 (33.25 / 33.05 / 34.23 / 34.37) |
|                                                                |                       |           |                                         |
| Ljoebov Kosireva                                               | 10 km (v)             | Goud      | 38.11                                   |
| Radja Jerosjina                                                | 10 km (v)             | Zilver    | 38.16 (+0.05)                           |
| Alevtina Koltsjina                                             | 10 km (v)             | 4e        | 38.46 (+0.35)                           |
| Anna Kaaleste                                                  | 10 km (v)             | 9e        | 40.29 (+2.18)                           |
| Ljoebov Kosireva Alevtina Koltsjina Radja Jerosjina            | 3x5 km estafette (v)  | Zilver    | 1:09.28 (+0.27) (22.58 / 22.38 / 23.52) |

### Noordse combinatie
| Olympiër         | Discipline | Resultaat | Prestatie                                                                |
| ---------------- | ---------- | --------- | ------------------------------------------------------------------------ |
| Nikolaj Goesakov | mannen     | 7e        | 432,300 punten schans: 200,0 (67,0+72,5+70,0 m) 15 km: 232,300 (58.17)   |
| Leonid Fjodorov  | mannen     | 10e       | 429,500 punten schans: 201,0 (70,5+71,0+69,0 m) 15 km: 228,500 (59.17)   |
| Joeri Mosjkin    | mannen     | 13e       | 426,600 punten schans: 217,5 (75,5+79,5+77,0 m) 15 km: 209,100 (1:04.18) |
| Uno Kajak        | mannen     | 26e       | 409,100 punten schans: 186,5 (59,0+64,5+66,5 m) 15 km: 222,600 (1:00.48) |

### Schaatsen
| Olympiër             | Discipline   | Resultaat | Prestatie       |
| -------------------- | ------------ | --------- | --------------- |
| Oleg Gontsjarenko    | 5000 m (m)   | Brons     | 7.57,5 (+8,8)   |
| Oleg Gontsjarenko    | 10.000 m (m) | Brons     | 16.42,3 (+6,4)  |
| Rafael Gratsj        | 500 m (m)    | Zilver    | 40,8 (+0,6)     |
| Jevgeni Grisjin      | 500 m (m)    | Goud      | 40,2            |
| Jevgeni Grisjin      | 1500 m (m)   | Goud      | 2.08,6          |
| Boris Jakimov        | 5000 m (m)   | 19e       | 8.12,6 (+23,9)  |
| Boris Jakimov        | 10.000 m (m) | 7e        | 16.59,7 (+23,8) |
| Robert Merkoelov     | 1500 m (m)   | 5e        | 2.10,3 (+1,7)   |
| Joeri Michajlov      | 500 m (m)    | dnf       | opgave          |
| Joeri Michajlov      | 1500 m (m)   | Goud      | 2.08,6          |
| Dmitri Sakoenenko    | 5000 m (m)   | 16e       | 8.10,5 (+21,8)  |
| Joeri Sergejev       | 500 m (m)    | 4e        | 41,1 (+0,9)     |
| Boris Sjilkov        | 1500 m (m)   | 8e        | 2.11,9 (+3,3)   |
| Boris Sjilkov        | 5000 m (m)   | Goud      | 7.48,7          |
| Vladimir Sjilykovski | 10.000 m (m) | 16e       | 17.17,6 (+41,7) |
| Boris Tsybin         | 10.000 m (m) | 9e        | 17.03,4 (+27,5) |

### Schansspringen
| Olympiër       | Discipline | Resultaat | Prestatie                  |
| -------------- | ---------- | --------- | -------------------------- |
| Nikolaj Sjamov | mannen     | 16e       | 201,0 punten (77,0+74,5 m) |
| Koba Tsakadze  | mannen     | 30e       | 185,0 punten (80,5+82,5 m) |
| Joeri Mosjkin  | mannen     | 34e       | 184,0 punten (73,0+74,0 m) |

### IJshockey
| Olympiër | Discipline | Resultaat | Prestatie |
| --- | ---------- | --------- | --- |
| Nikolaj Poetsjkov Grigori Mkrtytsjan Nikolaj Sologoebov Dmitri Oekolov Ivan Tregoebov Genrich Sidorenkov Alfred Koetsjevski Jevgeni Babitsj Viktor Sjoevalov Vsevolod Bobrov Joeri Krylov Aleksandr Oevarov Valentin Koezin Joeri Pantjoechov Aleksej Goerysjev Nikolaj Chlystov Viktor Nikiforov | mannen     | Goud      | voorronde groep C: 5 - 1 Sovjet-Unie - Zweden 10 - 3 Sovjet-Unie - Zwitserland finaleronde: 4 - 1 Sovjet-Unie - Zweden 8 - 0 Sovjet-Unie - Duits eenheidsteam 7 - 4 Sovjet-Unie - Tsjecho-Slowakije 4 - 0 Sovjet-Unie - Verenigde Staten 2 - 0 Sovjet-Unie - Canada |

Australië · België · Bolivia · Bulgarije · Canada · Chili · Duits eenheidsteam · Finland · Frankrijk · Griekenland · Groot-Brittannië · Hongarije · IJsland · Iran · Italië · Japan · Joegoslavië · Libanon · Liechtenstein · Nederland · Noorwegen · Oostenrijk · Polen · Roemenië ·  Sovjet-Unie · Spanje · Tsjecho-Slowakije · Turkije · Verenigde Staten · Zuid-Korea · Zweden · Zwitserland